# Ochthebius libanus
Ochthebius libanus är en skalbaggsart som beskrevs av Manfred A. Jäch och Díaz 1992. Ochthebius libanus ingår i släktet Ochthebius och familjen vattenbrynsbaggar. Inga underarter finns listade i Catalogue of Life.